# Росбах (Нойвід)
Росбах (нім. Roßbach) — громада в Німеччині, розташована в землі Рейнланд-Пфальц. Входить до складу району Нойвід. Складова частина об'єднання громад Вальдбрайтбах.
Площа — 6,40 км2. Населення становить 1447 ос. (станом на 31 грудня 2020).

## Галерея

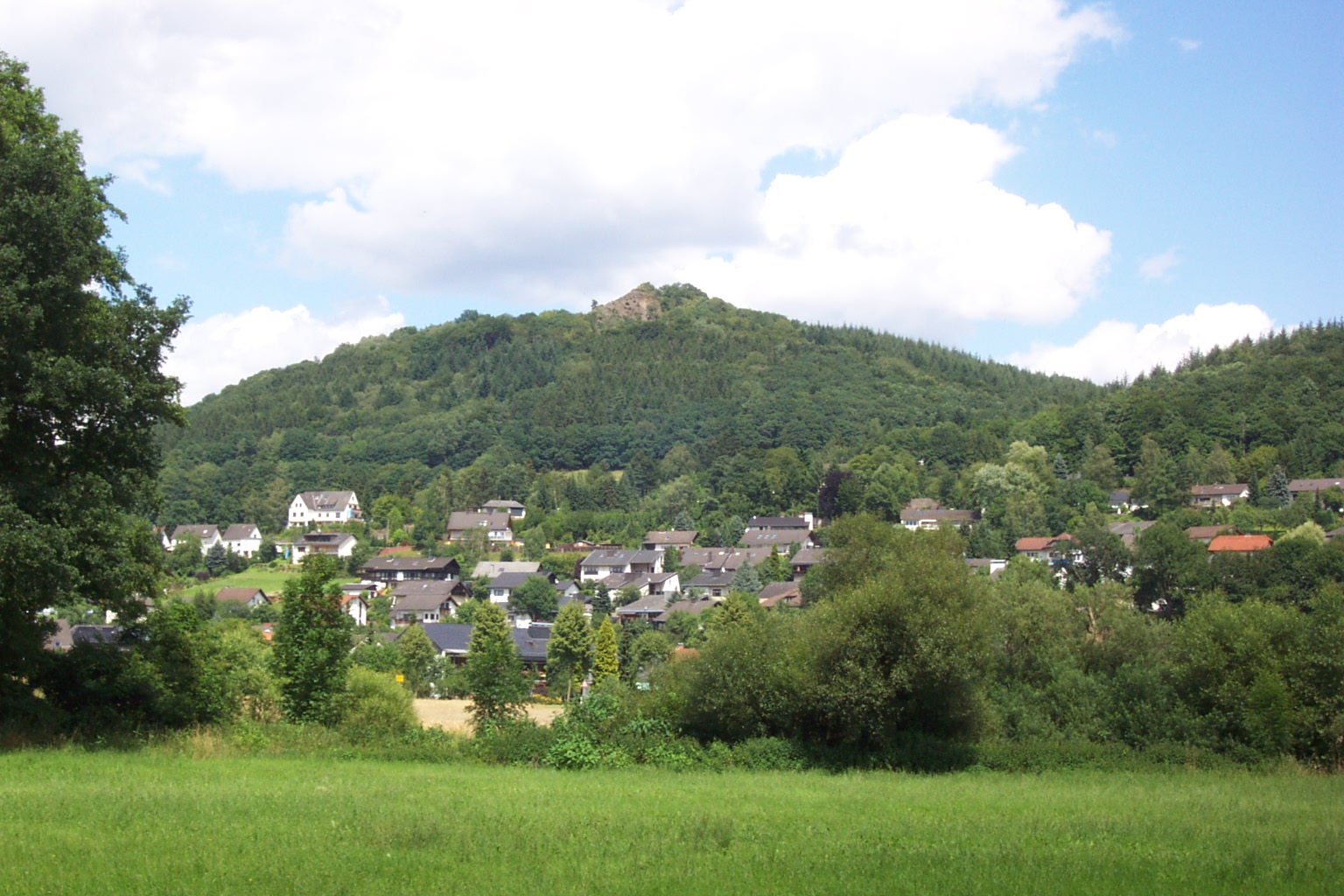